# Джо Армстронг (програміст)
Джо Армстронг (англ. Joseph Leslie Armstrong; 27 грудня 1950 — 20 квітня 2019) — британський науковець в галузі інформаційних технологій, один з творців функційної мови програмування Erlang, також відомий своїми розробками в області відмовостійких розподілених систем.
Мова Erlang була створена в 1986 році в лабораторії компанії Ericsson спільно з Робертом Вірдінгом (Robert Virding) і Майком Вільямсом (Mike Williams), і в 1998 році переведена в розряд відкритих проєктів. Завдяки початковій орієнтації на створення застосунків для паралельної обробки запитів в режимі реального часу мова набула поширення в таких областях як телекомунікації, банківські системи, електронна комерція, комп'ютерна телефонія і організація миттєвого обміну повідомленнями.

## Публікації
- 2007. Programming Erlang: Software for a Concurrent World. Pragmatic Bookshelf ISBN 978-1934356005.
- 2013. Programming Erlang: Software for a Concurrent World. Second edition. Pragmatic Bookshelf ISBN 978-1937785536.